# العلاقات النيجرية البيلاروسية
العلاقات النيجرية البيلاروسية هي العلاقات الثنائية التي تجمع بين النيجر وروسيا البيضاء.

## مقارنة بين البلدين
هذه مقارنة عامة ومرجعية للدولتين:
| وجه المقارنة                                              | النيجر          | روسيا البيضاء                    |
| --------------------------------------------------------- | --------------- | -------------------------------- |
| المساحة (كم2)                                             | 1.27 مليون      | 207.60 ألف                       |
| عدد السكان (نسمة)                                         | 21.48 مليون     | 9.50 مليون                       |
| الكثافة السكانية (ن./كم²)                                 | 16.91           | 45.76                            |
| العاصمة                                                   | نيامي           | مينسك                            |
| اللغة الرسمية                                             | لغة فرنسية      | اللغة البيلاروسية، اللغة الروسية |
| العملة                                                    | فرنك غرب أفريقي | روبل بلاروسي                     |
| الناتج المحلي الإجمالي (بليون دولار)                      | 8.12 مليار      | 54.44 مليار                      |
| الناتج المحلي الإجمالي (تعادل القوة الشرائية) بليون دولار | 19.01 مليار     | 168.35 مليار                     |
| الناتج المحلي الإجمالي الاسمي للفرد دولار أمريكي          | 358             | 5.74 ألف                         |
| الناتج المحلي الإجمالي للفرد دولار أمريكي                 | 938             | 18.18 ألف                        |
| مؤشر التنمية البشرية                                      | 0.348           | 0.798                            |
| رمز المكالمات الدولي                                      | +227            | +375                             |
| رمز الإنترنت                                              | .ne             | .by، .бел                        |
| المنطقة الزمنية                                           | ت ع م+01:00     | ت ع م+03:00                      |

## منظمات دولية مشتركة
يشترك البلدان في عضوية مجموعة من المنظمات الدولية، منها:
| علم المنظمة | اسم المنظمة                               | تاريخ انضمام النيجر | تاريخ انضمام روسيا البيضاء |
| ----------- | ----------------------------------------- | ------------------- | -------------------------- |
|             | مؤسسة التمويل الدولية                     | 7 يناير 1980        | 2 نوفمبر 1992              |
|             | منظمة حظر الأسلحة الكيميائية              | ?                   | ?                          |
|             | الأمم المتحدة                             | 20 سبتمبر 1960      | 24 أكتوبر 1945             |
|             | الاتحاد الدولي للاتصالات                  | 14 نوفمبر 1960      | 7 مايو 1947                |
|             | منظمة الشرطة الجنائية الدولية             | ?                   | ?                          |
|             | البنك الدولي للإنشاء والتعمير             | 24 أبريل 1963       | 10 يوليو 1992              |
|             | الاتحاد البريدي العالمي                   | ?                   | ?                          |
|             | المركز الدولي لتسوية المنازعات الاستشارية | 14 ديسمبر 1966      | 9 أغسطس 1992               |
|             | وكالة ضمان الاستثمار متعدد الأطراف        | 10 مايو 2012        | 3 ديسمبر 1992              |
|             | يونسكو                                    | 10 نوفمبر 1960      | 12 مايو 1954               |

## وصلات خارجية
- موقع وزارة الخارجية البيلاروسية